# Otto Donner von Richter
Pour les articles homonymes, voir Donner.
Otto Philipp Donner von Richter (né le 10 mai 1828 à Francfort-sur-le-Main, mort le 13 novembre 1911 dans la même ville), est un peintre allemand.

## Biographie
Donner étudie de 1843 à 1847 auprès notamment de Philipp Veit, Johann David Passavant et Jakob Becker à l'institut Städel de Francfort. En 1846, il se rend à Dresde, en 1847 en passant par les Pays-Bas et la Belgique à Paris. Il est élève dans l'atelier de Paul Delaroche. De 1848 à 1851, Donner séjourne à Munich en tant qu'élève de Moritz von Schwind. Entre 1852 et 1854, il voyage en Italie avec des séjours plus longs à Rome, Naples et la Sicile. En 1854-1855, il travaille pour Moritz von Schwind sur les fresques de la chambre du landgrave dans le château de la Wartbourg. En 1862-1863, de nouveau à Paris, il est l'élève de Thomas Couture.
En 1870, il épouse Helene von Richter (1846-1916), dont il utilise également le nom de jeune fille à partir de 1876. À partir de 1870, en raison d'une maladie de la jambe, la peinture passe au second plan au profit des études d'archéologie et d'histoire de l'art. Il publie de nombreuses publications sur l'histoire de l'art et de l'église de la ville de Francfort. En 1877, avec Philipp Otto Cornill et Johann David Passavant, il fonde l'Association pour le Musée historique de Francfort, dont il devient président. Il est membre du conseil d'administration de la société d'histoire de Francfort (de), membre de l'Évêché libre allemand (de) et participe aux fouilles de la colonie romaine de Heddernheim (de).
Dans ses nombreux écrits sur l'histoire de l'art, il traite principalement des anciens peintres de Francfort, dont la famille Fyoll, Jörg Ratgeb et Philipp Uffenbach, ainsi que des tableaux commandés par le lieutenant royal français François de Théas von Thoranc (de) lors de son séjour à Francfort.